# Corupția în Ucraina
Corupția este o problemă semnificativă în societatea ucraineană începând cu destrămarea Uniunii Sovietice în 1991. După declararea independenței⁠(d) față de Uniunea Sovietică, Ucraina s-a confruntat cu o serie de politicieni din diferite părți ale spectrului politic, precum și cu șefi criminali și oligarhi⁠(d), care s-au folosit de corupția din poliție, partide politice și industrie pentru a obține puterea. Ucraina este considerată una dintre cele mai corupte țări din Europa. În ciuda îmbunătățirilor, corupția rămâne un obstacol în calea aderării la Uniunea Europeană, în timp ce alții sugerează că eforturile recente de reformă ar trebui să conducă la ascensiunea în Uniunea Europeană.

## Istorie
Perioada modernă a corupției ucrainene poate fi urmărită până la integrarea în nomenklatura a unor indivizi legați de crima organizată sovietică (elita conducătoare sovietică, inclusiv ucraineană) în anii 1980.
În calitate de prim-ministru, Pavlo Lazarenko⁠(d) ar fi deturnat⁠(d) între 114 și 200 de milioane de dolari americani.
După obținerea independenței, Ucraina s-a confruntat cu o perioadă de corupție destul de violentă în anii 1990 și începutul anilor 2000. Diplomații americani⁠(d) au descris Ucraina sub președinții Kucima (în funcție din 1994 până în 2005) și Iușcenko (în funcție din 2005 până în 2010) drept o cleptocrație, potrivit unei scurgeri de telegrame diplomatice ale Statelor Unite⁠(d).
Din cauza veniturilor din industrie, turism și porturi, aceasta a fost o problemă în special în regiunea Donețk. În 2005, în Donețk au fost descoperite gropi comune ale oamenilor de afaceri, judecătorilor, avocaților și anchetatorilor. Fostul guvernator al Donețk Viktor Ianukovici și Partidul Regiunilor s-au numărat printre mulți acuzați că au legături strânse cu crima organizată. Cu toate acestea, Ianukovici a fost ales președinte al Ucrainei la alegerile din 2010. În 2014, însă, a fost răsturnat în Revolta Euromaidan, care a izbucnit după ce a refuzat să semneze un acord comercial cu Uniunea Europeană. Mulți protestatari au citat corupția drept cel mai important motiv al nemulțumirii lor. Ianukovici a fost considerat mai prorus decât predecesorii săi, ceea ce i-a determinat pe naționaliștii ucraineni să susțină că corupția era legată de relația țării lor cu Rusia. Reformele corupției au înregistrat unele succese în Ucraina de la Revoluția din 2014, cu o reducere a deșeurilor din cauza reformei poliției, achizițiilor publice și dizolvării industriilor deținute de stat, deși criticii au remarcat că acest progres este limitat.
Ucraina a fost supusă unui control sporit cu privire la problema corupției, pe fondul ajutorului financiar fără precedent oferit țării în timpul invaziei rusești din 2022. În ianuarie 2023, mai mulți oficiali înalți, inclusiv cinci guvernatori de provincie, și-au pierdut locurile de muncă din cauza unui scandal de corupție. Ministrul adjunct al Apărării⁠(d) Viaceslav Șapovalov, în urma unui scandal major de achiziții din minister, și șeful adjunct al Oficiului Președintelui Ucrainei⁠(d), Kirilo Timoșenko⁠(d), a demisionat. Cu câteva zile mai devreme, un viceministru de la Ministerul Infrastructurii⁠(d) a fost demis după ce agenția anticorupție l-a reținut în timp ce primea o mită de 400.000 de dolari, potrivit autorităților ucrainene.

## Cercetare comparativă asupra corupției
Într-un sondaj realizat în 1995 de Fundația pentru Inițiative Democratice Ilko Kuceriv, 42% dintre respondenți au declarat că corupția „este un fenomen rușinos care nu are temeiuri obiective”, în timp ce 36% au ales opțiunea că corupția este „o componentă a tradițiilor sociale”. Respondenții din sudul și vestul Ucrainei au ales mai des opțiunea ca corupția să fie „o componentă a tradițiilor sociale” (42% și 43%). Opțiunea „un fenomen rușinos care nu are temeiuri obiective” a fost aleasă mai des de respondenții din Centrul Ucrainei⁠(d) (48%) și Estul Ucrainei⁠(d) (53%).
În 2012, Ernst & Young a plasat Ucraina printre cele mai corupte trei națiuni din 43 chestionate, alături de Columbia și Brazilia. În 2015, The Guardian a numit Ucraina „cea mai coruptă națiune din Europa”. Potrivit unui sondaj realizat de Ernst & Young în 2017, experții au considerat Ucraina a noua cea mai coruptă națiune dintre cele 53 chestionate.
Indicele de percepție a corupției (IPC) din 2023 al Transparency International, care a punctat 180 de țări pe o scară de la 0 („foarte corupt”) la 100 („necorupt”), a dat Ucrainei un scor de 36. Când este clasată după scor, Ucraina s-a clasat pe locul 104 dintre cele 180 de țări din Index, unde țara clasată pe primul loc este percepută a avea cel mai onest sector public. Pentru comparație cu scorurile la nivel mondial, cel mai bun scor a fost 90 (pe locul 1), cel mai slab scor a fost 11 (pe locul 180) și scorul mediu a fost 43. Pentru comparație cu scorurile regionale, cel mai bun scor dintre țările din Europa de Est și Asia Centrală a fost 53, cel mai slab scor a fost 18 și scorul mediu a fost de 35. Comentând scorul IPC al Ucrainei pentru 2023, Transparency International a remarcat că scorul Ucrainei s-a îmbunătățit constant în ultimii 11 ani, crescând cu trei puncte față de scorul din 2022.
Accentul pe reformele sistemului judiciar, inclusiv restructurarea organismelor de autoguvernare judiciară și creșterea independenței judiciare, a fost esențial. Eforturile de consolidare a capacității și independenței agenției anticorupție (NABU) și a organului său de urmărire penală anticorupție (SAPO) – împreună cu o strategie națională anticorupție și cu programul său cuprinzător de implementare – au oferit o bază solidă pentru eforturile continue de combatere a corupției.
Cu toate acestea, a continuat Transparency International, numărul îngrijorător de cazuri de corupție la nivel înalt detectate și urmărite penal de aceste agenții arată că mai rămâne mult de făcut.
În anii 2010, proeminentul economist ucrainean Oleh Havrilișin⁠(uk)[traduceți] a efectuat o comparație a corupției ucrainene într-un context global larg, pe baza datelor furnizate de Transparency International. Această cercetare a estimat nivelul de corupție din Ucraina ca fiind comparabil cu țările din Africa Subsahariană. cu Uganda ca omologul cel mai apropiat.

## Notă explicativă
1. ↑  Albania, Armenia, Azerbaidjan, Belarus, Bosnia și Herțegovina, Georgia, Kazahstan, Kosovo, Kârgâzstan, Republica Moldova, Muntenegru, Macedonia de Nord, Rusia, Serbia, Tadjikistan, Turcia, Turkmenistan, Ucraina și Uzbekistan